# Chinchillula sahamae
El ratón chinchilla del altiplano o chinchillón (Chinchillula sahamae) es una especie de roedor miomorfo de la familia Cricetidae. Es la única especie del género Chinchillula y no se reconocen subespecies.

## Distribución geográfica
Se encuentra en Bolivia, Chile, Perú y, posiblemente, en Argentina.